# Estirac
Estirac – miejscowość i gmina we Francji, w regionie Oksytania, w departamencie Pireneje Wysokie.
Według danych na rok 1990 gminę zamieszkiwały 94 osoby, a gęstość zaludnienia wynosiła 18 osób/km² (wśród 3020 gmin regionu Midi-Pireneje Estirac plasuje się na 969. miejscu pod względem liczby ludności, natomiast pod względem powierzchni na miejscu 1470.).